# Evropský hokejový pohár 1987/1988
23. ročník hokejového turnaje European Cupu.Vítězem turnaje se stala CSKA Moskva.

## Předkolo
- Slavia Sofija (Bulharsko) - Murrayfield Racers (Velká Británie) 5:8, 3:11

## Skupina A
(Megève, FRA & Saint-Gervais, Francie)
- 1. Tappara Tampere (Finsko) - 6 bodů
- 2. HC Mont-Blanc (Francie) - 4 bodů
- 3. KS Podhale Nowy Targ (Polsko) - 2 bodů
- 4. Steaua Bucureşti (Rumunsko) - 0 bodů

## Skupina B
(Varèse, ITA & Lugano, Švýcarsko)
- 1. TJ Tesla Pardubice (Československo) - 6 bodů
- 2. HC Lugano (Švýcarsko) - 3 bodů
- 3. AS Kronenbourg Varèse (Itálie) - 3 bodů
- 4. HK Jesenice (Jugoslávie) - 0 bodů

Utkání Pardubic
- AS Kronenbourg Varèse - TJ Tesla Pardubice 0:6 (0:2,0:2,0:2) Varèse, 20. listopadu 1987
- HC Lugano - TJ Tesla Pardubice 4:5 (1:1,0:4,3:0) Lugano, 21. listopadu
- TJ Tesla Pardubice - HK Jesenice 8:3 (1:0,5:1,2:2) Varèse, 22. listopadu

## Skupina C
(Oslo, Norsko)
- 1. CSKA Moskva (SSSR) - 6 bodů
- 2. Vålerenga IF (Norsko) - 4 bodů
- 3. SC Dynamo Berlin (NDR) - 2 bodů
- 4. Herning IK (Dánsko) - 6 bodů

## Skupina D
(Rotterdam, NED)
- 1. IF Björklöven ([[Švédsko]]) - 6 bodů
- 2. Kölner EC (NSR) - 4 bodů
- 3. IJHC Panda’s Rotterdam (Nizozemsko) - 2 bodů
- 4. Murrayfield Racers (Velká Británie) - 0 bodů

## Finále
(14. - 16. října 1988 v Davosu, Švýcarsko)
- 1. CSKA Moskva - 6 bodů
- 2. TJ Tesla Pardubice - 3 bodů
- 3. Tappara Tampere - 2 bodů
- 4. IF Björklöven - 1 bodů

## Utkání Pardubic ve finálové skupině
- TJ Tesla Pardubice - IF Björklöven 2:2 (0:0,1:1,1:1) 14. října 1988
- TJ Tesla Pardubice - Tappara Tampere 5:2 (0:0,2:1,3:1) 15. října
- CSKA Moskva - TJ Tesla Pardubice 2:1 (0:0,2:1,0:0) 16. října